# 산청 삼우당 효자비
산청 삼우당 효자비(山淸 三憂堂 孝子碑)는 대한민국 경상남도 산청군 단성면 사월리에 있는 고려시대의 효자비이다. 1983년 8월 6일 경상남도의 문화재자료 제52호로 지정되었다.

## 개요
문익점 선생이 살았던 마을에 서 있는 비로, 선생의 효행을 기리고 있다.
삼우당 문익점(1329∼1398)은 고려시대 후기의 학자이자 문신이다. 중국에서 목화씨를 가져온 것으로도 잘 알려진 그는 효성이 지극하여 모친이 돌아가시자 묘곁에서 움막을 짓고 살았다. 당시는 왜적의 침입이 잦아 그들이 지나가는 곳마다 노략질이 심하여 모두 피난을 가고 있었는데, 그 만이 홀로 평상시와 같이 곡을 하고 있었다. 왜적도 그의 이러한 효성에 감동하여 나무를 다듬어 ‘효자를 해치지 말라’라고 써서 세워 놓도록 하니, 그 때부터 이 지역이 평안하였다 한다. 그 후 조정에서는 고려 우왕 9년(1383) 그에게 표창을 내리면서, 마을을 ‘효자리’라 이름하도록 하였다.
비각안에 모셔둔 비는 낮은 사각 받침돌 위로 비몸을 세운 모습으로, 비몸의 윗변은 살짝 둥글게 다듬었다.

## 같이 보기
- 문익점

## 참고 자료
- 산청 삼우당 효자비 - 국가유산청 국가유산포털